# 1810 en Lorraine
Chronologie de la Lorraine
- 1806
- 1807
- 1808
- 1809
- 1810
- 1811
- 1812
- 1813
- 1814

Cette page est une liste d'événements qui se sont produits durant l'année 1810 en Lorraine.

## Événements
- Des cours impériales (anciennes cours d'appel) sont instituées à Metz et à Nancy pour toute la Lorraine [1]

## Naissances

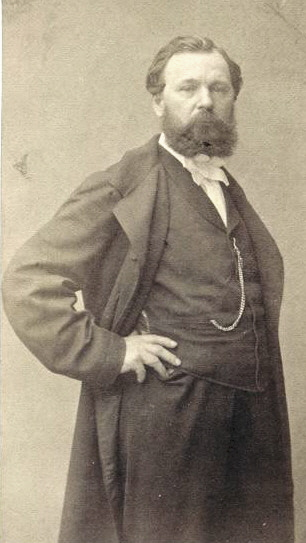
Jules Noël.

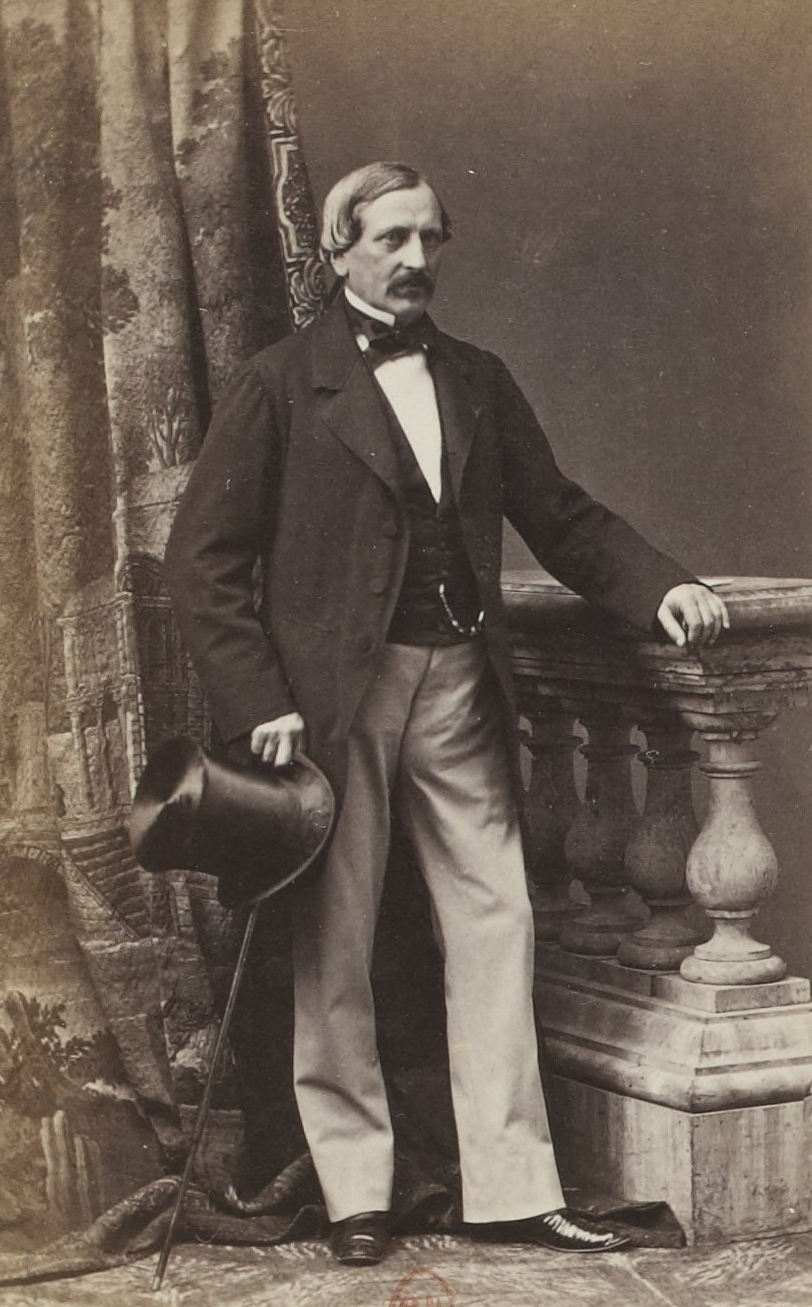
Eugène Chevandier de Valdrôme.

- 4 janvier à Nancy : Jules Noël, ou Jules Achille Noël, de son vrai nom Louis Assez Noël, décédé à Mustapha près d'Alger en Algérie le 26 mars 1881, peintre paysagiste et de marines français.
- 7 janvier à Phalsbourg : Le lieutenant-colonel Jean-Baptiste Adolphe Charras, mort en exil à Bâle le 23 janvier 1865, militaire et homme politique républicain français du XIXe siècle.
- 27 janvier à Nancy : François Hippolyte Delalaisse alias Lalaisse[2], mort le 13 mars 1884 dans le 6e arrondissement de Paris[3], peintre et illustrateur français.
- 31 janvier à Château-Salins (alors en Meurthe) : Jules Benoît, industriel, négociant et homme politique français mort le 25 mars 1890 à Escoublac. Il est également un disciple de Charles Fourier dans les années 1830-1840.
- 18 février à Nancy : François Édouard Virlet,  mort à Fontainebleau le 24 décembre 1889, officier français.
- 3 mars à Neuville-en-Verdunois (Meuse) : Gustave Adolphe Briot de Monrémy, homme politique français décédé le 1er août 1858 à Verdun (Meuse).
- 27 mars à Saint-Dié : Charles-Nicolas Gachotte, mort à Paris le 27 mars 1876, homme politique français.
- 1er avril à Metz : François Auguste Goze (1810-1893), général de division français. Grand officier de la Légion d’honneur, il s'illustra lors de la Guerre de Crimée et participa à la Guerre franco-prussienne.
- 22 mai à Thionville : André Hoffmann[4], décédé à Paris 11e le 14 février 1861[5], acteur français et directeur de théâtre.
- 24 mai à Donnelay : Michel Alcan, ingénieur et homme politique français décédé le 26 janvier 1877 à Paris.
- 17 août à Saint-Quirin (Meurthe): Jean-Pierre Napoléon Eugène Chevandier de Valdrome, homme politique, exploitant forestier et industriel français. Il meurt sans descendance le 1er décembre 1878 à Cirey-sur-Vezouze (Meurthe-et-Moselle). Il est promu commandeur de la Légion d’honneur de la promotion du 14 août 1869.
- 1er décembre à Liocourt : Adolphe Franck[6],[7], mort le 11 avril 1893 à Paris, philosophe français, à la fois philosophe spiritualiste et éclectique dans la lignée de Victor Cousin, philosophe du judaïsme et philosophe du droit.
- 9 décembre à Metz : Adolphe Maillart[8], acteur français, mort à Paris le 7 mars 1891[9].

## Décès
- 5 février à Saint-Dié : François Haxo, né le 12 mars 1739 à Saint-Dié, homme politique français.
- 14 février
  - à Briey : Jacques-Nicolas Husson né le 16 février 1754 à Chambley, homme politique français.
  - à Heillecourt : Jean-Baptiste Durival, né le 4 juillet 1725 à Saint-Aubin-sur-Aire , homme politique et écrivain lorrain puis française.
- 31 mars : Jacques Thouvenot, né le 20 janvier 1753 à Toul (Meurthe-et-Moselle), général de brigade de la Révolution française.
- 25 mai à Thionville : Jacques Roland, né le 20 juin 1750 à Sedan (Ardennes), général français de la Révolution et de l’Empire.
- 15 août à Bains-les-Bains : Jean Joseph Eustache Derazey, né à Mirecourt le 29 mars 1749, membre de la Convention, député au Conseil des Anciens. Frère de Jean Nicolas Derazey.
- 29 octobre : Laurent Barnabé Dedon, né le 10 juin 1765 à Toul (Meurthe-et-Moselle), militaire français de la Révolution et de l’Empire.